# Calea Entner-Doudoroff

Calea Entner-Doudoroff - Diagramă
D-Glucoă --> Piruvat.
Glu-6-P = glucoă-6-fosfat
6-P-glucono-δ-Lacton = 6-Fosfoglucono-δ-Lacton
6-P-Gluconat = 6-FosFogluconat
CDPG = 2-Ceto-3-desoxi-6-fosfogluconat
GAF = Glicerinaldehid-3-fosfat
1,3-DFG = 1,3-Disfosfoglicerat
3-FG = 3-Fosfoglicerat
2-FG = 2-Fosfoglicerat
FEP = Fosfo-enol-piruvat
Pir = Piruvat

Calea Entner-Doudoroff (engleză : Entner-Doudoroff pathway) este o glicoliză care folosește o baterie enzimatică (cu 2-oxo-3-dezoxi-6 fosfogluconat) pentru degradarea catabolică a moleculei de D-glucoză în două molecule de piruvat, alternativă la calea Embden-Meyerhof-Parnas, sau la calea pentozo-fosfat (engleză : pentose phosphate pathway).

## Caracteristici
Calea Entner-Doudoroff a fost descrisă în anul 1952 de doi biochimiști, Michael Doudoroff (1911 - 1975) și Nathan Entner.
Această cale se deosebește de Calea Embden-Meyerhof-Parnas prin două elemente principale:
- Se găsește numai la procariote.
- Folosește enzimele dehidraza 6-fosfogluconată și aldolaza 2-ceto-3-dezoxiglucozfosfatată pentru degradarea D-glucozei la piruvat.

Această cale de glicoliză este mai puțin eficientă, respectiv, numai de 50% din Calea Embden-Meyerhof-Parnas, deoarece produce 1 ATP și 1 NADH / 1 NADPH, față de 2 ATP și 2 NADH la o moleculă de glucoză prin EMP.
Acidul piruvic, produs final al acestor căi de degradare, este folosit în continuare pe mai multe căi, dintre care unele sunt specific microbiene.
Calea principală de metabolizare a piruvatului este cea oxidativă cunoscută sub denumirea de ciclul acidului citric sau ciclul lui Krebs, reacție în care intervine un compus special-acidul lipoic – cuplat cu vitamina B1(tiamina) și cu acidul fosforic.

## Organismele care utilizează Calea Entner-Doudoroff
Calea Entner-Doudoroff va fi folosită de bacteriile aerobe obligatoriu și unele microaerofile, lipsite de fosfofructochinază.
- Pseudomonas aeruginosa, (Gram-negativ);
- Azotobacter, (Gram-negativ);
- Rhizobium, (Gram-negativ);
- Zymomonas mobilis, (Gram-negativ, anaerob facultativ);
- Xanthomonas campestris, (Gram-negativ, folosește Entner-Doudoroff pathway ca sursă principală de energie);
- Enterococcus faecalis, (Gram-pozitiv);